# 東潤一
東潤一 （ /）是日本动画美術指導，STUDIO EASTER代表董事社長。

## 作品

### 美術指導
- 機動戰士Z GUNDAM（1985年）
- 城市猎人（1987年-1989年、1991年）
- 疾風戰士（1993年）
- 機動武鬥傳G GUNDAM（1994年）
- 亞美的初戀（1995年）
- 聖天空戰記（1996年）
- 星際牛仔（1998年）
- 宇宙戰艦山本洋子（1999年）
- 銀河冒險戰記（2000年）
- ARMS神臂（2001年）
- 辣妹當家（2001年）
- 校園外星人（2001年）
- 最终兵器少女（2002年）
- 十二國記（2002年）
- 青出於藍（2002年-2003年）
- 翼神世音（2002年）
- 魯莽天使（2002年）
- GAD GUARD（2003年）
- 人魚系列（2003年）
- 怪俠佐羅利（2004年）
- 美鳥的日記（2004年）
- 鐵人28號（2004年）
- 怪俠佐羅利（2005年）
- 我們的仙境（2005年）
- 機動戰士Z GUNDAM（2005年）
- 血戰（2005年）
- 強殖裝甲（2005年）
- 魔女之刃（2006年）
- 大江戶火箭（2007年）
- 游戏王5D's（2008年）
- 迷宮塔（2008年）
- 純情羅曼史（2008年）
- 鶺鴒女神（2008年）
- 名偵探柯南（2008年）
- 鋼殼都市雷吉歐斯（2009年）
- 女王之刃（2009年）
- 海貓悲鳴時（2009年）
- 碧陽學園學生會議事錄（2009年）
- 神隱之狼（2010年）
- 10th週年劇場版 遊戲王 ～超融合！跨越時空的羈絆～（2010年）
- 逆转监督（2010年）
- 傳說的勇者的傳說（2010年）
- 妖怪少爺（2010年）
- 百花繚亂 SAMURAI GIRLS（2010年-2013年）
- 惡魔奶爸（2011年）
- 聖痕鍊金士（2011年）
- 強襲魔女（2012年）
- 蝦掰天文社（2012年）
- RDG 瀕危物種少女（2013年）
- 雙星之陰陽師（2016年）
- Love Live!（2016年）
- 輕拍翻轉小魔女（2016年）
- FAIRY TAIL（2017年）
- 天狼 Sirius the Jaeger（2018年）
- 來自繽紛世界的明日（2018年）
- A.I.C.O.：化身（2018年）
- Fairy Gone（2019年）
- 劇場版 咒術迴戰 0（2021年）
- 派對咖孔明（2022年）